# Policétido sintase
Policétido sintases (abreviadas na literatura como PKSs, de polyketide synthases) são uma família de enzimas multi-domínio ou complexos enzimáticos que produzem policétidos, uma ampla classe de metabólitos secundários, em bactérias, fungos, plantas, e uma poucas linhagens de animais. As biossínteses de policétidos compartilham semelhanças impressionantes com a biossíntese de ácidos graxos.
Os genes PKS para um certo policétido são normalmente organizados em um operon em bactérias e em clusters de genes em eucariotas.